# Stelis ann-jesupiae
Stelis ann-jesupiae là một loài thực vật có hoa trong họ Lan. Loài này được Luer mô tả khoa học đầu tiên năm 2002.